# Milan Borjan
Milan Borjan (em sérvio:  Милан Борјан; Knin - 23 de outubro de 1987) é um futebolista sérvio da Croácia naturalizado canadense que joga como goleiro. Atualmente joga pelo Al-Riyadh e pela Seleção Canadense de Futebol.

## Vida pregressa
Nasceu em Knin, SR Croácia, SFR Iugoslávia, filho de Boško e Mirjana Borjan de etnia sérvia. Borjan teve sua primeira experiência com o futebol organizado na cidade, jogando nas categorias de base do Dinara Knin. A família de Borjan viveu em Knin até a Operação Storm em 1995, quando sua família fugiu para Belgrado, e Borjan começou a jogar futebol com o FK Radnički Beograd. Em 2000, a família emigrou para o Canadá, primeiro morando em Winnipeg, Manitoba, por alguns meses, antes de se estabelecer em Hamilton, Ontário, onde seus pais ainda residem. Ele frequentou a Escola Secundária Glendale. Ele jogou futebol juvenil no Canadá com o East Hamilton SC por seis meses, antes de ingressar no Mount Hamilton SC.

## Carreira no clube

### Início de carreira
Participou de uma peneira no Boca Juniors em 2005, mas não conseguiu assinar contrato com o clube. Em 2006, ingressou no Club Nacional de Football de Montevidéu, Uruguai, jogando pelo time juvenil, e em julho de 2007, foi a julgamento pelo clube argentino Club Atlético River Plate. Sua última passagem pela América do Sul foi com o Quilmes, com quem jogou de janeiro de 2008 até o final da temporada 2007-08 da Primera B Nacional.

### Rad
Voltou à Sérvia em janeiro de 2009, assinando com o FK Rad, clube da SuperLiga sérvia de Belgrado. Inicialmente teve dificuldade para entrar no time, contratado como goleiro titular. No entanto, devido a problemas com as autorizações de trabalho do goleiro titular, e uma lesão da segunda corda, Borjan logo se tornou o único goleiro disponível no elenco do clube. Ele fez sua estreia em 16 de agosto de 2009 em uma vitória por 3–2 sobre o FK Smederevo. No outono de 2010, ele era o goleiro titular, com uma seqüência de nove vitórias consecutivas. Sob sua gestão, o FK Rad tornou-se o quarto lugar na liga, garantindo uma vaga nas rodadas de qualificação da UEFA Europa League de 2011-12.

### Sivasspor
Após uma aparição na Copa Ouro da CONCACAF de 2011, Borjan se juntou ao clube turco Sivasspor, e fez sua estreia em 11 de setembro de 2011 em uma derrota por 2-1 contra o Karabükspor.

#### Empréstimo ao Vaslui
Devido à falta de tempo de jogo na Turquia, Borjan foi emprestado ao clube romeno FC Vaslui em um acordo que o manteria na Romênia até o final da temporada, com uma opção de compra do jogador por uma taxa de transferência não revelada. Borjan se juntou ao clube como goleiro titular e jogou sete jogos sem sofrer gols em 16 partidas, garantindo ao Vaslui uma vaga na Liga dos Campeões da UEFA.

#### Retorno ao Sivasspor

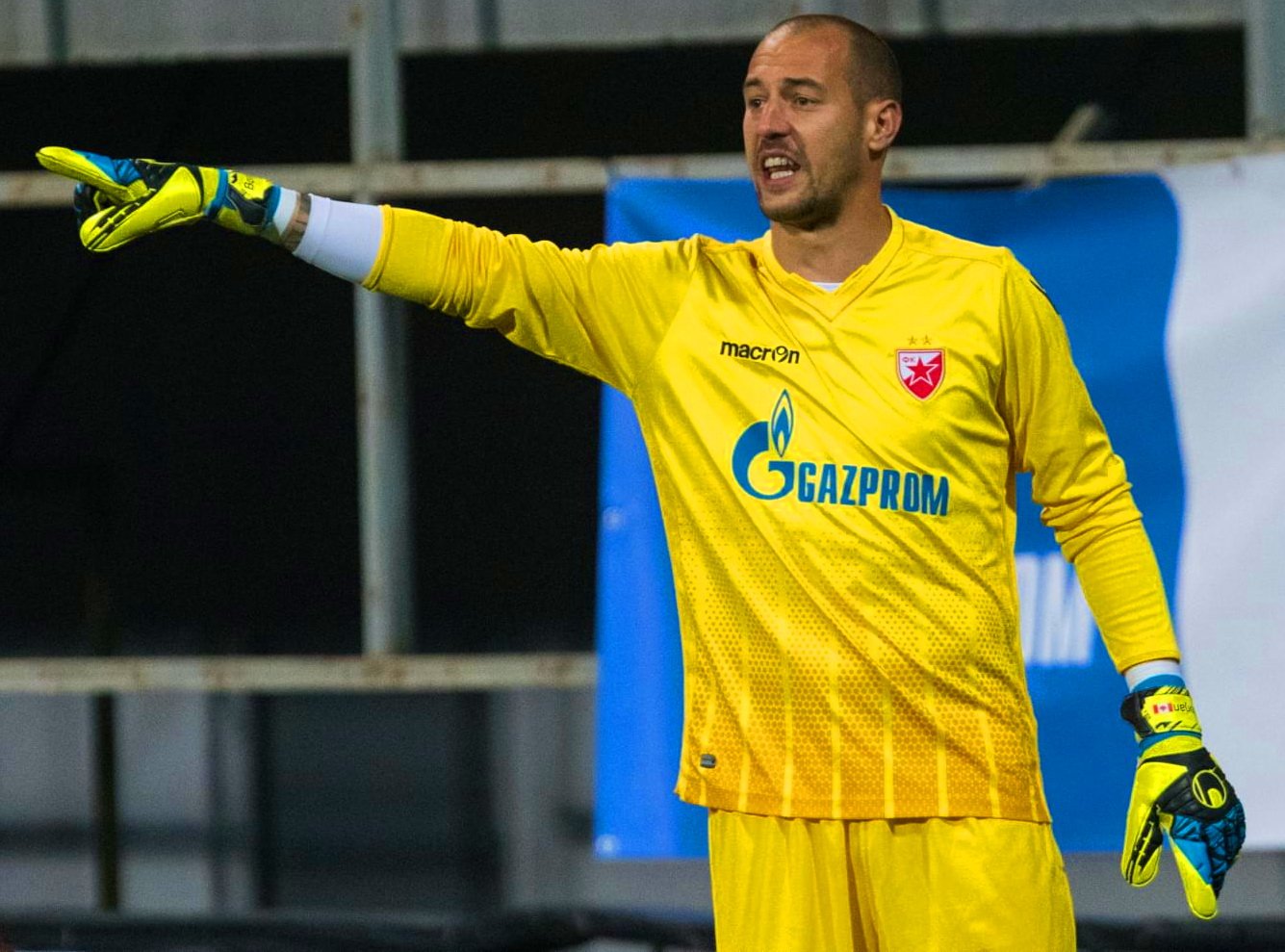
Milan Borjan atuando pelo Estrela Vermelha em 2018

Depois de retornar de uma passagem bem-sucedida na Romênia, Borjan voltou ao time titular na terceira partida da temporada 2012–13 em um empate em 0–0 contra o Fenerbahçe em 2 de setembro de 2012. Em fevereiro de 2014, após uma diminuição no tempo de jogo com o novo técnico Roberto Carlos, o contrato de Borjan com o Sivasspor foi rescindido. Após a rescisão, surgiram especulações de que um acordo havia sido fechado para que Borjan ingressasse no Napoli em junho, já que a Federação Turca de Futebol bloqueou uma transferência em janeiro.

### Estrela Vermelha de Belgrado

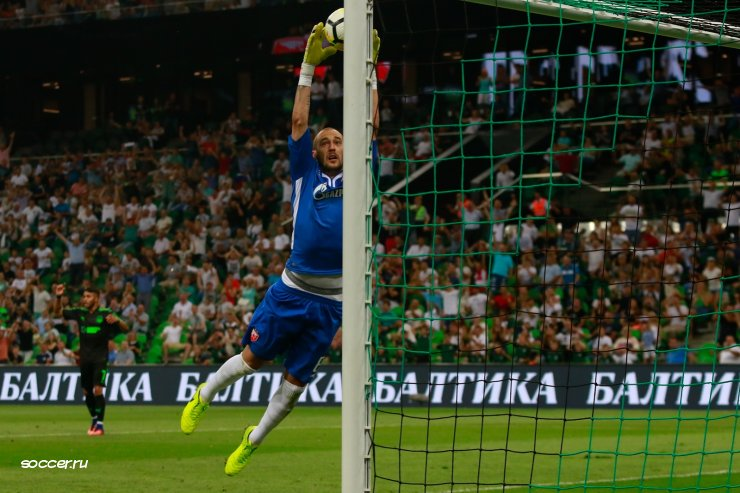
Borjan jogando pelo Estrela Vermelha em 2017

Três anos após os rumores de uma transferência para o Estrelha Vermelha, Borjan oficializou a transferência, substituindo Filip Manojlović em 24 de julho de 2017. Borjan assinou contrato de três anos com o clube e escolheu a camisa 82. Ele fez sua estreia na primeira mão da terceira pré-eliminatória para a UEFA Europa League 2017–18, sem sofrer golos na vitória em casa contra o Sparta Praga em 27 de julho de 2017. Ele jogou seu primeiro derby eterno com o clube um mês depois.
Em sua segunda temporada com o clube, Borjan ajudaria o Estrela Vermelha a se classificar para a Liga dos Campeões da UEFA de 2018–19, e ganharia duas partidas sem sofrer golos: uma vez na abertura da fase de grupos contra o Napoli, e novamente em uma casa por 2–0. vitória contra o Liverpool. Em fevereiro de 2019, Zvezdan Terzić anunciou que Borjan assinaria uma prorrogação de contrato até 2023, encerrando a carreira depois disso. Ele foi homenageado pelo Red Star logo depois como o atleta do ano do clube.
Em 23 de maio de 2022, Borjan marcou um pênalti notável para o Red Star em seu último jogo da SuperLiga da Sérvia de 2021–22 contra o Voždovac, quando o clube conquistou seu quinto título consecutivo. Em julho de 2022, apesar das conversas anteriores sobre aposentadoria após o término de seu contrato atual, Borjan assinou uma extensão de contrato até 2026.
Em junho de 2023, Borjan revelou em uma entrevista ao Sportski žurnal que após se encontrar com o novo técnico do Estrela Vermelha, Barak Bakhar, sua comissão técnica lhe disse que ele não seria mais a primeira opção do clube no futuro.
Em junho de 2024, Borjan e o Estrela Vermelha concordaram mutuamente com a rescisão de seu contrato.

#### Empréstimo ao Slovan Bratislava
Em junho de 2023, Borjan foi emprestado ao Slovan Bratislava da Slovan Super Liga.

### Al-Riyadh
Em Agosto de 2024, o clube saudita Al-Riyadh confirmou a contratação do goleiro canadense.

## Carreira internacional

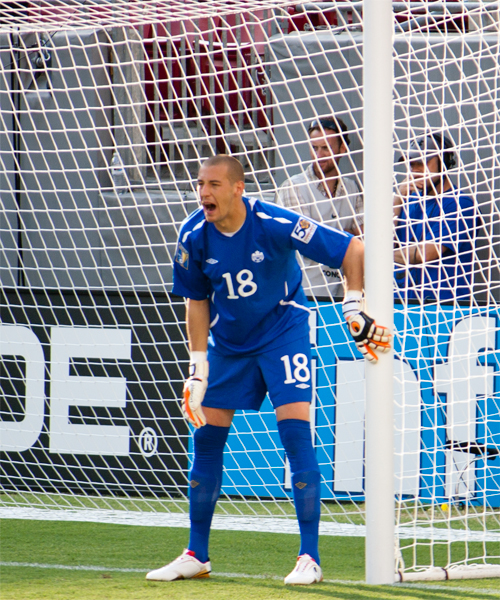
Borjan com a seleção canadense em 2011

Foi convocado para a seleção do Canadá em 2010, após fortes atuações no FK Rad. Ele foi convocado para a seleção canadense sênior em 3 de fevereiro de 2011 e fez sua estreia na equipe em um jogo de exibição contra a Grécia uma semana depois. Naquele verão, Borjan foi convocado para a lista da Copa Ouro da CONCACAF de 2011, fazendo sua estreia na Copa Ouro em 11 de junho de 2011 com uma vitória por 1 a 0 sobre Guadalupe no Estádio Raymond James. Ele também registrou seu primeiro jogo da seleção nacional em casa no BMO Field em 1º de junho de 2011 em uma exibição contra o Equador que terminou com um empate por 2–2, continuou sendo o goleiro titular do Canadá nas eliminatórias para a Copa do Mundo da FIFA de 2022. Durante esta campanha, ele desempenhou um papel crucial em um dos melhores resultados do Canadá, fazendo uma defesa na linha do gol para manter o Canadá na liderança durante os acréscimos na vitória por 2 a 1 sobre o México em Edmonton, a primeira vitória do Canadá contra o México em 21 anos. Ele também não sofreu golos contra os Estados Unidos na vitória por 2 a 0 em Hamilton, Ontário, após a qual foi nomeado pelo Canada Soccer como o jogador do mês do Canadá em janeiro. Em 13 de novembro de 2022, Borjan foi nomeado para a seleção do Canadá para a Copa do Mundo FIFA de 2022.

## Vida pessoal
Borjan é casado com Snežana Filipović, ex-diretora de marketing do FK Partizan e irmã de Nenad Filipović. Ele tem um irmão mais novo, Nikola, que também é goleiro e joga pelo FK Zemun.[carece de fontes?]

## Estatísticas

### Internacional
- Atualizado até partida disputada em 21 de Novembro de 2023[38]

| Seleção | Ano   | Partidas | Gols |
| ------- | ----- | -------- | ---- |
| Canadá  | 2011  | 5        | 0    |
| Canadá  | 2012  | 4        | 0    |
| Canadá  | 2013  | 7        | 0    |
| Canadá  | 2014  | 4        | 0    |
| Canadá  | 2015  | 7        | 0    |
| Canadá  | 2016  | 5        | 0    |
| Canadá  | 2017  | 5        | 0    |
| Canadá  | 2018  | 3        | 0    |
| Canadá  | 2019  | 9        | 0    |
| Canadá  | 2020  | 0        | 0    |
| Canadá  | 2021  | 9        | 0    |
| Canadá  | 2022  | 12       | 0    |
| Canadá  | 2023  | 9        | 0    |
| Total   | Total | 80       | 0    |

## Títulos

#### Ludogorets
- Liga Profissional Búlgara de Futebol A: 2014–15, 2015–16, 2016–17

#### Estrela Vermelha
- Superliga Sérvia: 2017–18, 2018–19, 2019–20, 2020–21, 2021–22, 2022–23
- Copa da Sérvia: 2020–21, 2021–22, 2022–23

#### Slovan Bratislava
- Campeonato Eslovaco de Futebol: 2023–24